# Brod nad Dyjí
Brod nad Dyjí é uma comuna checa localizada na região de Morávia do Sul, distrito de Břeclav‎.